# Cauã Reymond
Cauã Reymond Marques (ur. 20 maja 1980 w Rio de Janeiro, w stanie Rio de Janeiro) – brazylijski aktor i model.

## Biogram
Ma korzenie brazylijskie, portugalskie i szwajcarskie. Pochodzi z Paraíba. Jest jednym z dwóch synów psychologa José Marquesa i Denise, ma brata Pávla Reymonda. Zaczynał karierę jako model reklamujący modę w Nowym Jorku, Mediolanie i Paryżu. Uczył się aktorstwa w Nowym Jorku, zanim zadebiutował na małym ekranie rolą Maurício 'Mau Mau' Terra w teloneweli Rede Globo Malhação (2002-2003). Na kinowym ekranie pojawił się po raz pierwszy w dramacie No i co? (Ódiquê?, 2004).

## Filmografia

### Filmy
- 2004: No i co? (Ódiquê?) jako Tito
- 2006: Falsa Loura
- 2009: Upalne brazylijskie lato (À Deriva) jako barman

### Telenowela
- 2002-2003: Malhação jako Maurício 'Mau Mau' Terra
- 2004: Barwy grzechu (Da Cor do Pecado) jako Thor Sardinha
- 2004-2005: Como uma Onda jako Floriano
- 2005-2006:  Belíssima jako Mateus Güney
- 2007: Eterna Magia jako Lucas
- 2008: A Favorita jako Halley Gonzaga
- 2010: Passione jako Danilo Gouveia
- 2011: Cordel Encantado jako Jesuíno
- 2012: Avenida Brasil jako Jorginho de Souza Araújo